# 貸金業
貸金業（かしきんぎょう）とは、すなわちノンバンクである。銀行ではない信用供与、つまりシャドー・バンキングを業とする。預金により貸付原資を調達する銀行（バンク）に対し、貸金業事業者は預金による資金調達を行わない。銀行からの借り入れや他の金融市場（社債や増資など）で行う。シャドー・バンキングは銀行に比べて規制が緩かったので、機関投資家がノンバンクに貸し付けていた市場性資金は世界金融危機の序盤で引き揚げられた。

## 概要
ノンバンクは市場性資金を利用して消費者や事業者を対象に融資を行う金融事業である。消費者個人に対して行うものは、日本だと消費者金融（いわゆるサラ金）というが、ファイナンス・カンパニーと呼ぶことの方が世界的には一般的である。事業者に対して行うものだとマネー・マーケット・ファンドが有名である。他方、銀行や協同組織金融機関、保険会社、証券金融会社、短資業者等はノンバンクに貸し付ける機関投資家である。投資信託一般や保険会社は小口証券で資金を調達するので、かつては預金なみの堅実な運用が行われてきた。1990年代、不動産担保証券をはじめとした国際流動性となる証券が、じわじわと、しかし軒並み価格を下げるようになった。すると機関投資家は規制の緩いノンバンクに貸し付けて、間接的にハイリスク・ハイリターン運用をするようになった。機関投資家はノンバンクの財務状態が悪くなりかけるとすぐ資金を引き揚げるので、ノンバンクはそのたびに経営の危機にさらされた。ノンバンクは機関投資家に続くようにして世界中に設立され、しばしば信用収縮の引き金となった。世界金融危機を契機としてシャドー・バンキングは規制されるようになったが、量的金融緩和政策はノンバンクの貸付先であった層に現金を滞留させることができておらず、ノンバンクは金融そのものが収益の限界を迎えていることを知らせている。近年インドがノンバンクの危機にある。ここにはゴールドマン・サックスやコールバーグ・クラビス・ロバーツが参入していた。

## 日本の貸金業

### 貸金業法上の位置づけ
貸金業法第二条第一項に於いて、次のように定義される。
- この法律において「貸金業」とは、金銭の貸付け又は金銭の貸借の媒介（手形の割引、売渡担保その他これらに類する方法によつてする金銭の交付又は当該方法によつてする金銭の授受の媒介を含む。以下これらを総称して単に「貸付け」という。）で業として行うものをいう。ただし、次に掲げるものを除く。
  1. 国又は地方公共団体が行うもの
  2. 貸付けを業として行うにつき他の法律に特別の規定のある者が行うもの
  3. 物品の売買、運送、保管又は売買の媒介を業とする者がその取引に付随して行うもの
  4. 事業者がその従業者に対して行うもの
  5. 前各号に掲げるもののほか、資金需要者等の利益を損なうおそれがないと認められる貸付けを行う者で政令で定めるものが行うもの

事業には、貸金業法第3条に基づく国（内閣総理大臣）あるいは都道府県知事への登録が必要となる。登録先は大手業者のように、複数都道府県に営業所を置く場合は内閣総理大臣（45条の規定で実際には金融庁長官に委任され、最終的な登録業務は本店所在地の財務局長に再委任されている）、一つの都道府県内に営業所を置く場合は都道府県知事（兵庫県は本店所在地の県民局長・県民センター長）であるが、営業所設置都道府県以外での営業活動を禁止していないため、東京都知事登録でありながら他県にも営業活動を広げている例が多い。
登録申請書の提出先は、財務局登録か都道府県知事登録か、日本貸金業協会の協会員か非協会員かによって異なる。協会員が財務局に対して登録申請をする場合には、登録を申請しようとする財務（支）局長宛に、本店所在地を区域に含む日本貸金業協会支部を経由して提出するが、非協会員の場合には、直接、財務（支）局に提出する。協会員が都道府県知事登録を受けようとする場合には、当該区域を含む日本貸金業協会支部を経由して提出する。非協会員の場合には、直接知事宛に提出するところと、協会支部経由のところがある。

貸金業等の取締に関する法律2条第1項にいう「貸金業」とは反覆、継続の意思をもって金銭の貸付又は金銭の貸借の媒介をする行為をすれば足り必ずしも報酬若しくは利益を得る意思またはこれを得た事実を必要とするものではない。 
業態としては、次のようなものがある。
- 消費者金融：個人への貸付（通称「サラリーマン金融（略称：「サラ金」）」）
- 事業者金融：事業者への貸付（通称「商工ローン」あるいは手形割引業者）
- クレジットカードによる金銭貸付（キャッシング）
- リース
- 抵当証券業

なお、質屋（質店）は主に一般個人に対して担保（質草）を取って金銭を貸し付ける業態であるが、貸金業法ではなく「質屋営業法」に基づく業態のため、貸金業には該当しない。許可・監督は財務局長や都道府県知事ではなく、各都道府県公安委員会（窓口は警察）が行う。
その他、銀行や協同組織金融機関（登録金融機関）以外に融資を行う業態としては、保険会社、証券金融会社、短資業者、独立行政法人（住宅金融支援機構、日本学生支援機構）、特殊会社（日本政策金融公庫）、生活協同組合の貸付事業、社会福祉協議会の生活福祉資金貸付等があるが、いずれも根拠法が異なるため、貸金業には該当しない。

### 登録番号
登録番号は「東京都知事（1）第12345号」「北海道知事（1）石第12345号」（「石」は石狩振興局）「兵庫県神戸県民センター長（1）第12345号」「関東財務局長（2）第01234号」のような形で表され、3年毎の更新が必要になる。カッコ内の数字は登録の回数を示している。従って、カッコ内の数字を見れば、社歴=［ 登録の回数 × 3年 未満 ］の目安になる。スポーツ新聞や夕刊紙で広告している業者はカッコ内の数字が1であることがほとんどで、実績が短い（登録後の開業から3年未満）ことを示している。貸金業法が施行されたのは1983年11月1日なので、2017年時点では12（登録後の開業から33年以上36年未満）が最高である。
なお、業者が廃止や登録取り消し処分を受けた場合、その登録番号は永久欠番となり、再使用されない。登録がなくなった後も未回収の残債権がある場合は、取引が結了する目的の範囲内でみなし貸金業者として貸金業法の適用を受け、監督庁による監督・検査の対象となる。
また、前述の通り、貸金業の登録における登録地は登記上の本店所在地が基準となるため、函館市で創業し現在も本店が函館市になっている株式会社ジャックスのように、実際の本社のある地域と、登録番号に記載された地域が異なるケースもある。

### 登録基準
貸金業法第6条第1項により、下記の要件に該当する場合は登録を受けることができない。
1. 心身の故障により貸金業を適正に行うことができない者として内閣府令で定める者 [注釈 1]
2. 破産手続開始の決定を受けて復権を得ない者
3. 第24条の6の4第1項、第24条の6の5第1項又は第24条の6の6第1項（第1号に係る部分に限る。）の規定により登録を取り消され、その取消しの日から5年を経過しない者（当該登録を取り消された者が法人である場合においては、当該取消しの日前30日以内に当該法人の役員であった者で当該取消しの日から5年を経過しないものを含む。）
4. 拘禁刑以上の刑に処せられ、その刑の執行を終わり、又は刑の執行を受けることがなくなった日から5年を経過しない者
5. この法律、出資の受入れ、預り金及び金利等の取締りに関する法律（昭和二十九年法律第百九十五号）、旧貸金業者の自主規制の助長に関する法律（昭和四十七年法律第百二号）若しくは暴力団員による不当な行為の防止等に関する法律（平成三年法律第七十七号）の規定（同法第32条の3第7項及び第32条の11第1項 の規定を除く。）に違反し、又は貸付けの契約の締結若しくは当該契約に基づく債権の取立てに当たり、物価統制令（昭和二十一年勅令第百十八号）第12条の規定に違反し、若しくは刑法（明治四十年法律第四十五号）若しくは暴力行為等処罰に関する法律（大正十五年法律第六十号）の罪を犯し、罰金の刑に処せられ、その刑の執行を終わり、又は刑の執行を受けることがなくなつた日から5年を経過しない者
6. 暴力団員による不当な行為の防止等に関する法律第2条第6号に規定する暴力団員（以下この号において「暴力団員」という。）又は暴力団員でなくなった日から5年を経過しない者（以下「暴力団員等」という。）
7. 貸金業に関し不正又は不誠実な行為をするおそれがあると認めるに足りる相当の理由がある者として内閣府令で定める者
8. 営業に関し成年者と同一の行為能力を有しない未成年者でその法定代理人（法定代理人が法人である場合においては、その役員を含む。）が前各号のいずれかに該当するもの
9. 法人でその役員又は政令で定める使用人のうちに第1号から第7号までのいずれかに該当する者のあるもの
10. 個人で政令で定める使用人のうちに第1号から第7号までのいずれかに該当する者のあるもの
11. 暴力団員等がその事業活動を支配する者
12. 暴力団員等をその業務に従事させ、又はその業務の補助者として使用するおそれのある者
13. 営業所又は事務所について第12条の3に規定する要件を欠く者
14. 純資産額が貸金業の業務を適正に実施するため必要かつ適当なものとして政令で定める金額に満たない者（資金需要者等の利益を損なうおそれがないものとして内閣府令で定める事由がある者を除く。）
15. 貸金業を的確に遂行するための必要な体制が整備されていると認められない者
16. 他に営む業務が公益に反すると認められる者

## 各業態

### 事業者金融
事業者金融は、商工ローンとも呼ばれ、企業の経営者を対象に高い金利（最高年利29.2%）で事業用資金を貸し付ける業態を指す。元は、手形割引を行っていた業者が転換したケースが多い。
銀行と比べて無担保、融資までの実施が早い点を持つが、サラ金同様に高金利と取立てにかかわる数々の問題を抱える。

### クレジットカード
信販会社と、流通・銀行系などのクレジットカード会社と、小売店（クレジットカード（流通系））やサービス業（クレジットカード（サービス業））を営む一般企業（例：dカードを発行するNTTドコモやJ-WESTカードを発行する西日本旅客鉄道（JR西日本）など）がある。
何れもクレジットカードやハウスカードによるキャッシングサービスや、証書貸付を行っている為、貸金業の登録をしている。但し、融資を行わない（ショッピング利用しか出来ないカードを扱う）企業は、貸金業の登録を行わない。
この他、銀行法に基づいて銀行など金融機関自体が発行するクレジットカードもある（例：三菱UFJ銀行が発行する三菱UFJ-VISAなど）。

### リース
本来は高額な機器の事実上の分割購入（ファイナンスリース）などが主であるが、企業などへの融資を行うこともある為、貸金業の登録をしている。

### 抵当証券業
抵当証券業は、土地などの不動産を担保に取り、融資を行う。これを営むには、抵当証券業の規制等に関する法律に基づいて登録を受けなければならない。融資した債券を証券化し、一般に販売している。かつてはバック企業のない独立系業者が、担保の裏付けのない抵当証券を多数発行して社会問題化したため、独立系業者はほとんど壊滅し、現在の抵当証券会社はほとんどが銀行などがバックになった会社である。

### その他
- NPOバンク - 市民事業を対象とした、非営利の金融機関。広義にはマイクロファイナンスも含まれる
- マイクロファイナンス - 日本においては、多重債務者や生活困窮者を対象とした、公的給付・貸付と一般的融資の隙間を補完する、非営利・民間の貸付事業[3][注釈 2]
- ソーシャルレンディングサービス - 近年始まった融資仲介サービス

以上の形態は、日本では法的に貸金業扱いされる。
銀行や保険会社などではない融資専門の会社として、かつては住宅金融専門会社（住専）があった。似たようなものとして、不動産担保融資を専門に行っている貸金業者があり（上記の抵当証券会社とは異なる）、無担保融資を手がける既存の金融会社やクレジットカード会社でも、不動産担保融資を手がけている場合が多い。

## 廃止された業態
以下の業態は出資法で特例利率が認められていたが、グレーゾーン金利の廃止とともにこれらの特例も廃止された。いずれも最高年利54.75%まで可能だった。貸金業登録番号のカッコ内は（N3）のように「N」が入っていた。他の業態との兼業は禁止されていた。

### 日賦貸金業者
主に小規模事業者かつ小売業・飲食業を中心とした、いわゆる「日銭商売」を対象に融資し、返済については一日単位で金利を算出し、集金する業者。通称「日掛金融」、「日掛け取引」。1991年から2000年12月までは特例で最高年利109.5%まで可能であったが、それに伴い、特に九州地方で1997年ごろに多重債務による自己破産が増加するなどの問題が発生していた。
出資の受入れ、預り金及び金利等の取締りに関する法律の一部を改正する法律（昭和58年法律第33号）附則第9項に於いて次のように定義される。   
- 前項に規定する日賦貸金業者とは、貸金業法第二条第二項に規定する貸金業者であつて、次の各号に該当する業務の方法による貸金業のみを行うものをいう。   
  - 一 主として物品販売業、物品製造業、サービス業を営む者で内閣府令で定める小規模のものを貸付けの相手方とすること。
  - 二 返済期間が百日以上であること。
  - 三 返済金を返済期間の百分の五十以上の日数にわたり、かつ、貸付けの相手方の営業所又は住所において貸金業者が自ら集金する方法により取り立てること。

### 電話担保金融
電話加入権を担保に融資する業者。   
出資の受入れ、預り金及び金利等の取締りに関する法律の一部を改正する法律（昭和58年法律第33号）附則第15項に於いて次のように定義される。 
- 前項に規定する電話担保金融とは、貸金業法第二条第二項に規定する貸金業者が業として行う金銭の貸付けであつて、貸付けの都度、当該貸付けに関し、電話加入権質に関する臨時特例法（昭和三十三年法律第百三十八号）の定めるところにより電話加入権（電気通信事業法（昭和五十九年法律第八十六号）附則第九条第一項又は第二項に規定する権利をいう。）に質権が設定され、かつ、元本額が施設設置負担金（東日本電信電話株式会社又は西日本電信電話株式会社が、電話の役務の提供を承諾する際に利用者から交付を受ける金銭をいう。）の額を勘案して政令で定める金額を超えないものをいう。

マルフクが最大手であったが、携帯電話・スマートフォンに加えてIP電話の普及に伴い、電話加入権の価値が低下したために扱う会社が少なくなっていた。